# 陈必娣
陈必娣（1915年5月6日—2006年5月3日），原名贝蒂·钱德勒（Betty Chandler），女，加拿大裔中国籍翻译家，

## 生平
出生于温尼伯，7岁时开始到美国生活。毕业于俄勒岡大学，1936年曾到中国岭南大学进行交换学习，1940年再度回到中国，并定居在天津。陈必娣1949年中华人民共和国成立后开始在大学中进行英语教学，1963年入籍中华人民共和国，曾被选为第六至十届全国政协委员。陈必娣是中国少数外国裔全国政协委员之一。

## 家庭
丈夫张纪正是一名医生。